# Landkreis Pfarrkirchen
Der Landkreis Pfarrkirchen gehörte zum bayerischen Regierungsbezirk Niederbayern. Sein ehemaliges Gebiet liegt heute im Landkreis Rottal-Inn.

## Geographie

### Wichtige Orte
Die größten Orte waren Pfarrkirchen, Simbach am Inn, Triftern und Tann.

### Nachbarkreise
Der Landkreis grenzte 1972 im Uhrzeigersinn im Südwesten beginnend an die Landkreise Altötting, Eggenfelden, Vilshofen und Griesbach im Rottal. Im Südosten grenzte er an Österreich.

## Geschichte

### Landgerichte
1803 wurde im Verlauf der Verwaltungsneugliederung Bayerns die Landgerichte Pfarrkirchen und Simbach am Inn errichtet. Beide Gerichtsbezirke wurden nach der Gründung des Königreichs Bayern dem Unterdonaukreis zugeschlagen, dessen Hauptstadt Passau war.
Zwischen 1810 und 1816 war das Landgericht Simbach mit Braunau vereinigt, als das österreichische Innviertel wieder kurzzeitig zu Bayern gehörte. Der Gerichtssitz war zu der Zeit in Braunau.
1838 wurde der Unterdonaukreis in Kreis Niederbayern umbenannt, aus dem der gleichnamige Regierungsbezirk hervorging. Die Kreishauptstadt wurde nach Landshut verlegt.

### Bezirksamt
Das Bezirksamt Pfarrkirchen wurde im Jahr 1862 durch den Zusammenschluss der Landgerichte älterer Ordnung Pfarrkirchen und Simbach a.Inn gebildet.
Am 1. Januar 1914 gab das Bezirksamt Griesbach im Rottal die Gemeinde Asenham an das Bezirksamt Pfarrkirchen ab.

### Landkreis
Am 1. Januar 1939 wurde wie sonst überall im Deutschen Reich die Bezeichnung Landkreis eingeführt. So wurde aus dem Bezirksamt der Landkreis Pfarrkirchen. Von 1948 bis 1952 war Max Riederer von Paar Landrat von Pfarrkirchen, anschließend gehörte er in der Periode 1953 bis 1957 dem Bundestag an.
Am 1. Juli 1972 wurde der Landkreis Pfarrkirchen im Zuge der Gebietsreform in Bayern mit dem Landkreis Eggenfelden zum neuen Landkreis Rottal zusammengefasst. Dazu kamen noch je zwei Gemeinden aus den damaligen Landkreisen Griesbach und Vilsbiburg. Am 1. Mai 1973 erhielt der neue Landkreis die heutige Bezeichnung Landkreis Rottal-Inn.

## Einwohnerentwicklung
| Jahr | Einwohner | Quelle |
| ---- | --------- | ------ |
| 1864 | 30.266    | [ 5 ]  |
| 1885 | 34.099    | [ 6 ]  |
| 1900 | 35.791    | [ 7 ]  |
| 1910 | 38.962    | [ 7 ]  |
| 1925 | 41.489    | [ 8 ]  |
| 1939 | 41.596    | [ 9 ]  |
| 1950 | 60.575    | [ 10 ] |
| 1960 | 50.200    | [ 11 ] |
| 1971 | 51.300    | [ 12 ] |

## Gemeinden
Vor dem Beginn der bayerischen Gebietsreform umfasste der Landkreis Pfarrkirchen in den 1960er Jahren 42 Gemeinden:
- Amsham, heute zu Egglham

Landkreis Pfarrkirchen, Gemeindegrenzenkarte von 1961

- Anzenkirchen, bis 1961 Loderham, heute zu Triftern
- Asenham, heute zu Bad Birnbach
- Baumgarten, heute zu Dietersburg
- Brombach, heute zu Bad Birnbach
- Dietersburg
- Egglham
- Eggstetten, heute zu Simbach am Inn
- Ering
- Erlach, heute zu Simbach am Inn
- Gangerbauer, heute zu Postmünster
- Gumpersdorf, heute zu Zeilarn
- Hirschbach, heute zu Bad Birnbach
- Julbach
- Kirchberg a. Inn, heute zu Simbach am Inn
- Kirchdorf a. Inn
- Lengsham, heute zu Triftern
- Münchham, heute zu Ering
- Neuhofen, heute zu Postmünster
- Neukirchen b. Pfarrkirchen, heute zu Triftern
- Nöham, heute zu Dietersburg
- Obertürken, heute zu Zeilarn
- Pfarrkirchen (Stadt)
- Postmünster
- Randling, heute zu Reut
- Reichenberg, heute zu Pfarrkirchen
- Reut
- Schalldorf, heute zu Postmünster
- Schildthurn, heute zu Zeilarn
- Simbach a. Inn (Stadt)
- Stubenberg
- Tann (Markt)
- Taubenbach, heute zu Reut
- Triftern (Markt)
- Ulbering, heute zu Wittibreut
- Untergrasensee, heute zu Pfarrkirchen
- Voglarn, heute zu Triftern
- Walburgskirchen, heute zu Tann
- Waldhof, heute zu Pfarrkirchen
- Wiesing, heute zu Triftern
- Wittibreut
- Zimmern, heute zu Tann

## Kfz-Kennzeichen
Am 1. Juli 1956 wurde dem Landkreis bei der Einführung der bis heute gültigen Kfz-Kennzeichen das Unterscheidungszeichen PAN zugewiesen. Es wird im Landkreis Rottal-Inn durchgängig bis heute ausgegeben.